# Naissance en 948
Naissance
- 944
- 945
- 946
- 947
- 948
- 949
- 950
- 951
- 952

Cette page dresse une liste de personnalités nées au cours de l'année 948 :
- janvier : Abu Nu`aym, théologien shafi.
- 22 décembre : Gang Gam-chan, militaire et lettré coréen de l'époque Goryeo.

- Cheikh Al-Moufid, théologien chiite duodécimain.
- Henri II de Bavière,  dit le Querelleur, duc de Bavière.
- Othon de Carinthie, comte du Nahegau, du Speyergau, du Wormsgau, de l'Elsenzgau, du Kraichgau, de l'Enggau, du Pfinzgau et de l'Ufgau, duc de Carinthie et margrave de Vérone.
- Liao Jingzong, cinquième empereur de la dynastie Liao.

date incertaine (vers 948)
- Henri Ier de Bourgogne, dit Henri le Grand, comte d'Autun, d'Avallon et de Beaune, duc de Bourgogne.
- Hugues III de Lusignan, dit le Blanc, seigneur de Lusignan.

## Crédit d'auteurs
- Cet article est partiellement ou en totalité issu de l'article intitulé « 948 » (voir la liste des auteurs).